# Мел Донагі
Мел Донагі (англ. Mal Donaghy, нар. 13 вересня 1957, Белфаст, Північна Ірландія) — північноірландський футболіст, захисник.

## Клубна кар'єра
У дорослому футболі дебютував 1976 року виступами за команду клубу «Кромак Альбіон», в якій провів один сезон. 
Протягом 1977—1978 років захищав кольори команди клубу «Ларн».
Своєю грою за останню команду привернув увагу представників тренерського штабу клубу «Лутон Таун», до складу якого приєднався 1978 року. Відіграв за команду з Лутона наступні одинадцять сезонів своєї ігрової кар'єри. Більшість часу, проведеного у складі «Лутон Тауна», був основним гравцем захисту команди.
1988 року уклав контракт з клубом «Манчестер Юнайтед», у складі якого провів наступний рік кар'єри гравця. Граючи у складі «Манчестер Юнайтед» також здебільшого виходив на поле в основному складі команди.
Протягом 1989—1990 років знову захищав кольори «Лутон Тауна», де грав на правах оренди.
З 1990 року знову, цього разу два сезони відіграв за «Манчестер Юнайтед». 
У 1992 році перейшов до клубу «Челсі», за який відіграв 2 сезони.  Тренерським штабом нового клубу також розглядався як гравець «основи». Завершив професійну кар'єру футболіста виступами за команду «Челсі» у 1994 році.

## Виступи за збірну
У 1980 році дебютував в офіційних матчах у складі національної збірної Північної Ірландії. Протягом кар'єри у національній команді, яка тривала 15 років, провів у формі головної команди країни 91 матч.
У складі збірної був учасником чемпіонату світу 1982 року в Іспанії, чемпіонату світу 1986 року у Мексиці.

## Титули і досягнення
- Володар Кубка англійської ліги (1):

«Лутон Таун»:  1987–88
- Володар Суперкубка Англії (1):

«Манчестер Юнайтед»:  1990
- Володар Кубка Кубків УЄФА (1):

«Манчестер Юнайтед»:  1990–91
- Володар Суперкубка Європи (1):

«Манчестер Юнайтед»:  1991